# Distrito de Banato del Sur
El distrito de Banato del Sur (serbio: Јужнобанатски округ, Južnobanatski okrug) es un distrito ubicado al noreste de Serbia. Está en la región histórica del Banato y pertenece a la provincia autónoma de Voivodina. En 2011 tenía una población de 293 730 habitantes, de los cuales el 70,97% eran étnicamente serbios, el 6,13% rumanos, el 4,69% eslovacos, el 4,49% magiares, el 2,73% gitanos y el 2,23% eslavos macedonios. Su capital es Pančevo.

## Municipios

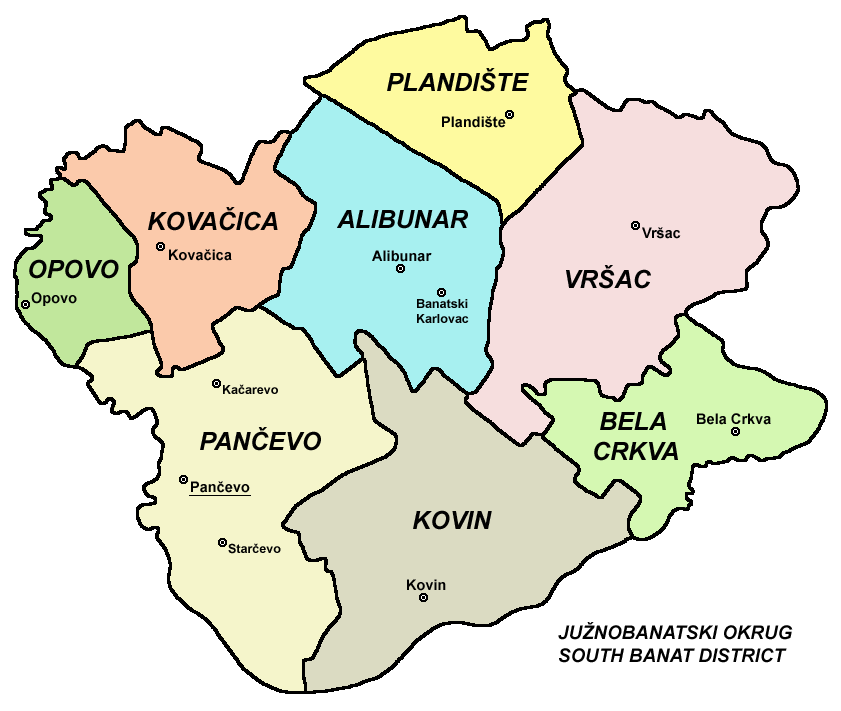
Municipios del Distrito de Banato del Sur.

Comprende las ciudades de Pančevo y Vršac y seis municipios rurales:
- Alibunar
- Bela Crkva (húngaro: Fehertemplom)
- Kovačica (eslovaco: Kovačica)
- Kovin
- Opovo
- Plandište